# 華汝礪
華汝礪（1523年—1589年），字用成，號崑源，直隸常州府無錫縣人，軍籍，明朝政治人物。

## 生平
嘉靖三十一年（1552年）壬子科應天鄉試第八十一名舉人，三十八年（1559年）中式己未科會試第一百十七名，二甲第六十四名進士。奉命饷军延绥，回京拜刑部四川司主事，升廣東司署员外郎，四十四年（1565年）十一月恤刑四川，未行，丁父憂歸。服除，起补原职，尋请告终养。阅二載，强起補陕西司郎中，升浙江按察司副使，兵備溫處道。調雲南按察司副使，澜沧兵备。後妻子与母亲先后去世，回乡奔丧。

## 家族
曾祖華勤；祖父華䪻；父華治安，母陳氏。具慶下。弟華汝器。